# Acaena echinata
Acaena echinata är en rosväxtart som beskrevs av Christian Gottfried Daniel Nees von Esenbeck. Acaena echinata ingår i släktet taggpimpineller, och familjen rosväxter.

## Underarter
Arten delas in i följande underarter:
- A. e. retrorsumpilosa
- A. e. robusta
- A. e. subglabricalyx
- A. e. tylacantha